# Електрин комплекс
Електрин комплекс је појам који користи рана психоаналитичка теорија за подсвесну сексуалну привлачност коју показују девојчице узраста 3-7 година према свом оцу. Адекватан појам за аналогну појаву код дечака и мајки је Едипов комплекс.